# Institut für Entrepreneurship
Das Institut für Entrepreneurship (IFE) der Frankfurt University of Applied Sciences ist eine regional, national und international tätige Forschungs-, Beratungs-, Trainings- und Weiterbildungseinrichtung.

## Fokus
Im Fokus der Forschungsarbeit stehen Themen der Existenzgründung in Deutschland und im europäischen Ausland, der Gründerkompetenzen sowie Fragen der Beratung von kleinen und mittleren Unternehmen und Existenzgründern. Ein Schwerpunkt liegt in der Weiterentwicklung von Curricula für die Entrepreneurausbildung an der FH Frankfurt am Main (MBA Entrepreneurship & Business Development, FIBAA-akkreditiert 2010). 
Weitere Schwerpunkte sind die Fortbildung und Beratung von Gründerinnen und Gründern aus den verschiedenen Heimatländern der Studierenden der FH Frankfurt (Türkei, Marokko, Russland) sowie die Unterstützung ausländischer Hochschulen beim Aufbau der Entrepreneurausbildung (v. a. in Rumänien). Fachliche Schwerpunkte der Gründerunterstützung sind u. a. Logistik, IT und Media, Immobilien- und Finanzwirtschaft, Eco-entrepreneurship, Social Entrepreneurship, Gesundheitswirtschaft sowie Nahrungsmittelproduktion und -vertrieb.

## Geschichte
Das Institut wurde aufbauend auf dem EXist-Projekt Route A 66 im Jahr 2005 als Institut der damaligen Fachhochschule Frankfurt am Main am Fachbereich 3: Wirtschaft und Recht errichtet. Es besitzt keine eigene Rechtsfähigkeit. In den letzten Jahren wurden mehrere Kooperationsprojekte mit europäischen Hochschulen realisiert, so mit Universitäten in Rumänien, Ungarn, der Slowakei, Frankreich, Marokko und Russland. Der Gründerpreis des IFE für Angehörige und Absolventen der Hochschule wurde erstmals 2014 und wird künftig alle zwei Jahre vergeben.

## Struktur
Das Institut bündelt Aktivitäten von mehreren Hochschullehrerinnen und -lehrern und betreut Gründungen von Studierenden und Absolventen der Frankfurt University of Applied Sciences u. a. im Rahmen des MBA-Programms. Initiator der Gründung des Instituts war Hans-Jürgen Weißbach. Seit 2016 ist Cord Siemon Geschäftsführender Direktor, Stellvertreter ist Tobias Hagen. Das Institut finanziert sich aus Hochschulmitteln, eingeworbenen Projektmitteln und durch Sponsorenbeiträge. Zeitweise war ein Inkubator (Mainkubator) mit 4–5 Plätzen und insgesamt etwa 35 Ausgründungen angeschlossen. 
Das Institut ist Mitglied von Erenet, dem Entrepreneurship Research and Education Network of Central European Universities.